# USS North Carolina (1820)
Pour les autres navires du même nom, voir USS North Carolina.
L'USS North Carolina est un vaisseau de 74 canons en service dans l'US Navy de 1820 à 1867.

## Histoire
La construction de l'USS North Carolina commence en 1818 au Philadelphia Navy Yard. Il est lancé le 7 septembre 1820, et armé au Norfolk Navy Yard. Le 24 juin 1824, il prend la mer sous les ordres du Master Commandant Charles W. Morgan (en).
L'USS North Carolina fait alors route vers la mer Méditerranée en tant que navire amiral du commodore John Rodgers. Ainsi, du 29 avril 1825 au 18 mai 1827, l'escadre de Rodgers fait démonstration de la puissance navale américaine, préparant le terrain pour les accords commerciaux signés en 1830 avec la Turquie. Ces accords ouvrent les ports de l'est de la Méditerranée et ceux de la mer Noire aux marchands américains.
Après une période de mise à quai à Norfolk, le North Carolina est temporairement retiré du service le 30 octobre 1836 afin de subir une refonte avant son départ pour l'escadre du Pacifique. C'est en effet l'un des seuls endroits où un navire de sa taille peut être employés les ports étant suffisamment profonds pour l'accueillir.
Navire amiral de son escadre, le North Carolina arrive le 26 mai 1837 à Callao, au Pérou. La guerre faisant rage à cette époque entre le Chili et le Pérou et les relations américano-mexicaines étant tendues, l'escadre protège ainsi le commerce américain dans l'est du Pacifique jusqu'en mars 1839. Sa grande taille étant toujours handicapante, le 74 est renvoyé au New York Navy Yard en juin, où il sert de baraquement jusqu'à son retrait définitif du service en 1866.
Le North Carolina est vendu à New York le 1er octobre 1867.

## Source
(en)  Cet article contient du texte publié par le Dictionary of American Naval Fighting Ships dont le contenu se trouve dans le domaine public. La référence peut être lue ici.